# Římskokatolická farnost Chraštice
Římskokatolická farnost Chraštice (latinsky Kraschticium) je územní společenství římských katolíků v Chrašticích a okolí. Organizačně spadá do vikariátu Písek, který je jedním z deseti vikariátů českobudějovické diecéze.

## Historie farnosti
Zdejší plebánie existovala již v roce 1256, matriky jsou vedeny od roku 1655.

## Kostely a kaple na území farnosti
| Kostel (kaple)                 | Místo       | Bohoslužby               | Bohoslužby | Poznámka      |
| ------------------------------ | ----------- | ------------------------ | ---------- | ------------- |
| kostel Nanebevzetí Panny Marie | Chraštice   | neděle                   | 8.00       | farní kostel  |
| kostel Nanebevzetí Panny Marie | Chraštice   | středa (v zimním období) | 17.00      | farní kostel  |
| kostel Nanebevzetí Panny Marie | Chraštice   | středa (v letním období) | 18.00      | farní kostel  |
| kaple Narození Panny Marie     | Bukovany    |                          |            | zámecká kaple |
| kaple Panny Marie              | Holušice    |                          |            |               |
| kaple sv. Jana Nepomuckého     | Chraštičky  |                          |            |               |
| kaple Panny Marie              | Kozárovice  |                          |            |               |
| kaple                          | Mýšlovice   |                          |            |               |
| kaple sv. Václava              | Svojšice    |                          |            |               |
| kaple                          | Těchařovice |                          |            |               |

## Ustanovení ve farnosti
Administrátorem excurrendo je od 1. července 2012 Karel Hampl, administrátor březnické farnosti.